# Rochecorbon
Rochecorbon (früher La Roche Corbon) ist eine französische Gemeinde mit 3220 Einwohnern (Stand 1. Januar 2022) im Département Indre-et-Loire in der Region Centre-Val de Loire; sie gehört zum Arrondissement Tours und zum Kanton Vouvray.

## Geschichte
Rochecorbon, an der Loire gelegen, war bereits in vorchristlicher Zeit eine gallische Siedlung. Die natürlichen Grotten am Fluss waren bereits im Aurignacien bewohnt.
Die Römer nannten den Ort Vodanum; sein heutiger Name stammt vermutlich von Corbon des Roches, einem Adligen, der eine die Loire beherrschende Burg bauen ließ. Von dessen Sohn stammt der um 1095 errichtete rechteckige zehn Meter hohe, Lanterne genannte Turm. Die Geschichte des Ortes ist darüber hinaus eng mit der der Abteien Saint-Martin de Tours und Marmoutier verknüpft, die beide in der Region zahlreiche Güter besaßen.
Im Jahr 1808 wurde die Nachbargemeinde Saint-Georges-sur-Loire mit Rochecorbon vereinigt.

### Bevölkerungsentwicklung
- 1962: 2089
- 1968: 2216
- 1975: 2349
- 1982: 2711
- 1990: 2685
- 1999: 2982
- 2017: 3146

## Persönlichkeiten
1863 wurde der Komponist Charles Bordes in Rochecorbon geboren. Jean Cocteau erwähnt in seinem Journal d'un film, dass die Dreharbeiten zu La Belle et la Bête (Die Schöne und das Biest) am 26. August 1946 in Rochecorbon begonnen haben.